# Premis Oscar de 1956
Els Premis Oscar de 1956 (en anglès: 29th Academy Awards) foren presentats el 27 de març de 1957 en una cerimònia realitzada al RKO Pantages Theatre de Los Angeles i al NBC Century Theatre de Nova York.
La cerimònia fou presentada per l'actor i comediant Jerry Lewis (Los Angeles) i l'actriu Celeste Holm (Nova York).

## Curiositats
En aquesta edició s'introduí una nova categoria, l'Oscar a la millor pel·lícula de parla no anglesa, que fins al moment s'havia concedit com a Oscar Especial, i fou la primera vegada en la qual les cinc candidates a millor pel·lícula foren pel·lícules en color. També fou la primera edició en la que es concedí el Premi Humanitari Jean Hersholt en memòria del productor Jean Hersholt.
James Dean tornà a repetir nominació pòstuma com a millor actor.
La pel·lícula amb més nominacions de la nit fou Gegant de George Stevens, que tot i tenir 10 nominacions únicament aconseguí el premi a millor director. La seguiren el musical The King and I de Walter Lang amb 9 nominacions i La volta al món en vuitanta dies de Michael Anderson amb 8 nominacions; ambdues pel·lícules foren les guanyadores de la nit en rebre 5 Oscars cadascuna. La volta al món en vuitanta dies es convertí en la sisena pel·lícula en aconseguir el premi a millor pel·lícula sense rebre cap nominació per als seus actors.
Una pel·lícula tan cabdal per a la història del cinema com és Centaures del desert de John Ford no aconseguí cap nominació aquell any.

## Premis
| Millor pel·lícula | Millor director |
| --- | --- |
| - La volta al món en vuitanta dies (Michael Todd per United Artists) - La gran prova (William Wyler per Allied Artists Pictures Corporation) - Gegant (George Stevens i Henry Ginsberg per Warner Bros) - The King and I (Charles Brackett per 20th Century Fox) - Els Deu Manaments (Cecil B. DeMille per Paramount Pictures) | - George Stevens per Gegant - Michael Anderson per La volta al món en vuitanta dies - Walter Lang per The King and I - King Vidor per Guerra i pau - William Wyler per La gran prova |
| Millor actor | Millor actriu |
| - Yul Brynner per The King and I com a Mongkut - James Dean per Gegant com a Jett Rink - Kirk Douglas per Van Gogh, la passió de viure com a Vincent van Gogh - Rock Hudson per Gegant com a Jordan "Bick" Benedict Jr. - Laurence Olivier per Ricard III com a Ricard III d'Anglaterra | - Ingrid Bergman per Anastàsia com a Anna Koreff - Carroll Baker per Baby Doll com a Baby Doll Meighan - Katharine Hepburn per The Rainmaker com a Lizzie Curry - Nancy Kelly per The Bad Seed com a Christine Penmark - Deborah Kerr per The King and I com a Anna Leonowens |
| Millor actor secundari | Millor actriu secundària |
| - Anthony Quinn per Van Gogh, la passió de viure com a Paul Gauguin - Don Murray per Bus Stop com a Beauregard Decker - Anthony Perkins per La gran prova com a Josh Birdwell - Mickey Rooney per The Bold and the Brave com a Dooley - Robert Stack per Escrit en el vent com a Kyle Hadley | - Dorothy Malone per Escrit en el vent com a Marylee Hadley - Mildred Dunnock per Baby Doll com a Tia Rose Comfort - Eileen Heckart per The Bad Seed com a Hortense Daigle - Mercedes McCambridge per Gegant com a Luz Benedict - Patty McCormack per The Bad Seed com a Rhoda Penmark |
| Millor guió original | Millor guió adaptat |
| - Albert Lamorisse per Le Ballon rouge - Robert Lewin per The Bold and the Brave - Andrew L. Stone per Julie - Federico Fellini i Tullio Pinelli per La strada - William Rose per El quintet de la mort | - James Poe, John Farrow i S. J. Perelman per La volta al món en vuitanta dies (sobre hist. de Jules Verne) - Tennessee Williams per Baby Doll (sobre obra de teatre pròpia) - Michael Wilson per La gran prova (sobre hist. de Jessamyn West) - Ivan Moffat i Fred Guiol per Gegant (sobre hist. Edna Ferber) - Norman Corwin per Van Gogh, la passió de viure (sobre hist. d'Irving Stone)                                  |
| Millor història | Millor pel·líucula de parla no anglesa |
| - Dalton Trumbo per The Brave One - Leo Katcher per The Eddy Duchin Story - Edward Bernds and Elwood Ullman per High Society - Jean-Paul Sartre per Els orgullosos - Cesare Zavattini per Umberto D. | - La strada de Federico Fellini (Itàlia) - Biruma no tategoto de Kon Ichikawa (Japó) - Der Hauptmann von Köpenick de Helmut Käutner (Alemanya) - Gervaise de René Clément (França) - Qivitoq d'Erik Balling (Dinamarca) |
| Millor banda sonora - Dramàtica o còmica | Millor banda sonora - Musical |
| - Victor Young per La volta al món en vuitanta dies - Alfred Newman per Anastàsia - Hugo Friedhofer per Between Heaven and Hell - Dimitri Tiomkin per Gegant - Alex North per The Rainmaker | - Alfred Newman i Ken Darby per The King and I - Lionel Newman per The Best Things in Life Are Free - Morris Stoloff i George Duning per The Eddy Duchin Story - Johnny Green i Saul Chaplin per Alta societat - George Stoll i Johnny Green per Meet Me in Las Vegas |
| Millor cançó original | Millor so |
| - Jay Livingston i Ray Evans (música i lletra) per L'home que sabia massa ("Que Sera, Sera (Whatever Will Be, Will Be") - Cole Porter (música i lletra) per Alta societat ("True Love") - Dimitri Tiomkin (música); Paul Francis Webster (lletra) per La gran prova ("Friendly Persuasion (Thee I Love)") - Leith Stevens (música); Tom Adair (lletra) per Julie ("Julie") - Victor Young (música); Sammy Cahn (lletra) per Written on the Wind ("Written on the Wind") | - Carlton W. Faulkner per The King and I - Buddy Myers per The Brave One - Loren L. Ryder per Els Deu Manaments - John Livadary per The Eddy Duchin Story - Gordon R. Glennan i Gordon Sawyer per La gran prova |
| Millor direcció artística - Blanc i Negre | Millor direcció artística - Color |
| - Cedric Gibbons i Malcolm F. Brown; Edwin B. Willis i F. Keogh Gleason per Somebody Up There Likes Me - Hal Pereira i A. Earl Hedrick; Samuel M. Comer i Frank R. McKelvy per The Proud and Profane - Takashi Matsuyama per Shichinin no Samurai - Ross Bellah; William R. Kiernan i Louis Diage per The Solid Gold Cadillac - Lyle R. Wheeler i Jack Martin Smith; Walter M. Scott i Stuart A. Reiss per Teenage Rebel                                                | - Lyle R. Wheeler i John DeCuir; Walter M. Scott i Paul S. Fox per The King and I - James W. Sullivan i Ken Adam; Ross J. Dowd per La volta al món en vuitanta dies - Boris Leven; Ralph S. Hurst per Gegant - Cedric Gibbons, Hans Peters i Preston Ames; Edwin B. Willis i F. Keogh Gleason per Van Gogh, la passió de viure - Hal Pereira, Walter H. Tyler i Albert Nozaki; Sam M. Comer i Ray Moyer per Els Deu Manaments |
| Millor fotografia - Blanc i Negre | Millor fotografia - Color |
| - Joseph Ruttenberg per Somebody Up There Likes Me - Boris Kaufman per Baby Doll - Harold Rosson per The Bad Seed - Burnett Guffey per The Harder They Fall - Walter Strenge per Stagecoach to Fury | - Lionel Lindon per La volta al món en vuitanta dies - Harry Stradling per The Eddy Duchin Story - Leon Shamroy per The King and I - Loyal Griggs per Els Deu Manaments - Jack Cardiff per Guerra i pau |
| Millor vestuari - Blanc i Negre | Millor vestuari - Color |
| - Jean Louis per The Solid Gold Cadillac - Helen Rose per The Power and the Prize - Edith Head per The Proud and Profane - Kohei Ezaki per Shichinin no Samurai - Charles LeMaire i Mary Wills per Teenage Rebel | - Irene Sharaff per The King and I - Miles White per La volta al món en vuitanta dies - Moss Mabry i Marjorie Best per Gegant - Edith Head, Ralph Jester, John Jensen, Dorothy Jeakins i Arnold Friberg per Els Deu Manaments - Maria De Matteis per Guerra i pau |
| Millor muntatge | Millors efectes especials |
| - Gene Ruggiero i Paul Weatherwax per La volta al món en vuitanta dies - Merrill G. White per The Brave One - William Hornbeck, Philip W. Anderson i Fred Bohanan per Gegantt - Albert Akst per Somebody Up There Likes Me - Anne Bauchens per Els Deu Manaments | - John P. Fulton per Els Deu Manaments - A. Arnold Gillespie, Irving Ries i Wesley C. Miller per Forbidden Planet |
| Millor documental | Millor curtmetratge documental |
| - Le Monde du silence de Jacques-Yves Cousteau - The Naked Eye de Louis Clyde Stoumen - Hvor bjergene sejler (Govern de Dinamarca) | - The True Story of the Civil War de Louis Clyde Stoumen - A City Decides (Charles Guggenheim & Assocs.) - The Dark Wave de John Healy - The House Without a Name de Valentine Davies - Man in Space de Ward Kimball |
| Millor curtmetratge, un carret | Millor curtmetratge, dos carrets |
| - Crashing the Water Barrier de Konstantin Kalser - I Never Forget a Face de Robert Youngson - Time Stood Still de Cedric Francis | - The Bespoke Overcoat de George K. Arthur - Cow Dog de Larry Lansburgh - The Dark Wave de John Healy - Samoa de Walt Disney |
| Millor curtmetratge d'animació | |
| - Mister Magoo's Puddle Jumper de Stephen Bosustow - Gerald McBoing-Boing on Planet Moo de Stephen Bosustow - The Jay Walker de Stephen Bosustow | |

## Oscar Honorífic

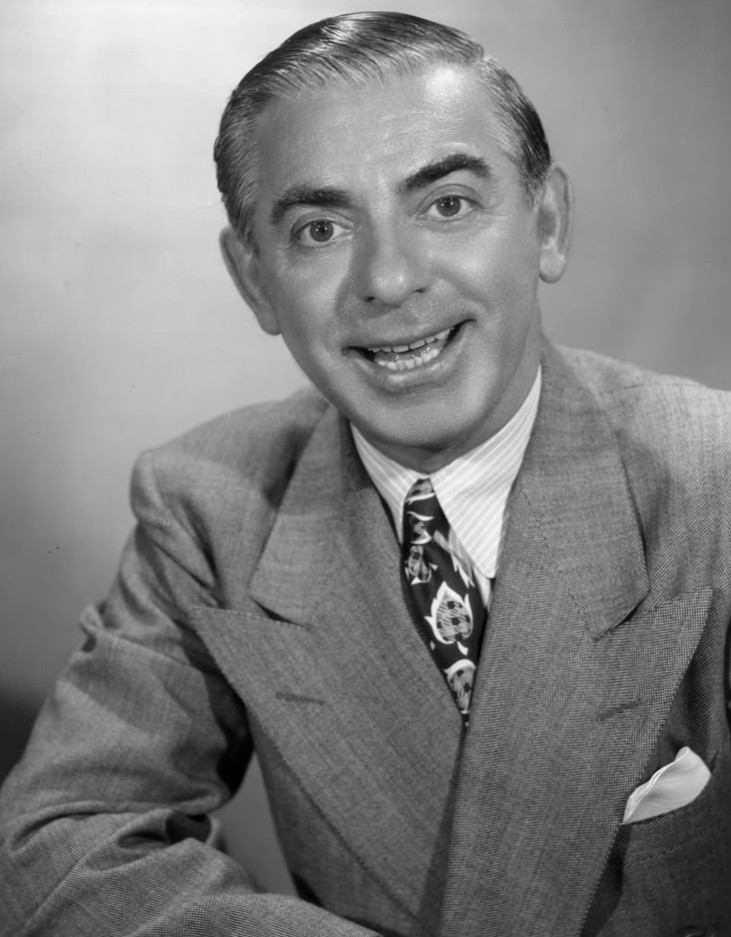
Eddie Cantor

- Eddie Cantor - pels serveis distingits a la indústria del cinema. [estatueta]

## Premi Irving G. Thalberg
- Buddy Adler

## Premi Humanitari Jean Hersholt
- Y. Frank Freeman

## Presentadors
- Carroll Baker: millor cançó
- Ingrid Bergman: millor director
- Ernest Borgnine: millor actriu
- Gower Champion i Marge Champion: millor direcció artística
- Dorothy Dandridge: millors efectes especials
- Kirk Douglas: millor muntatge
- Janet Gaynor: millor pel·lícula
- Rock Hudson i Eva Marie Saint: millors músiques
- Nancy Kelly: millor actor secundari
- Deborah Kerr: millors guions i història
- Jack Lemmon: millor actriu secundària
- Anna Magnani: millor actor
- Dorothy Malone: millor so
- Mercedes McCambridge i Robert Stack: millors documentals
- Patty McCormack i Mickey Rooney: millors curtmetratges
- George Seaton: Premi Honorífic, Premi Irving G. Thalberg, Premi Humanitari Jean Hersholt i millor pel·lícula de parla no anglesa
- Elizabeth Taylor: millor vestuari
- Claire Trevor: millor fotografia

### Actuacions
- Bing Crosby interpreta "True Love" d'Alta societat
- Dorothy Dandridge iterpreta "Julie" de Julia
- The Four Aces interpreten "Written on the Wind" (Escrit en el vent)
- Gogi Grant interpreta "Que Sera, Sera (Whatever Will Be, Will Be)" de L'home que sabia massa
- Tommy Sands interpreta "Friendly Persuasion" de La gran prova

## Múltiples nominacions i premis
| Les següents pel·lícules van rebre diverses nominacions: - 10 nominacions: Gegant - 9 nominacions: The King and I - 8 nominacions: La volta al món en 80 dies - 7 nominacions: Els Deu Manaments - 6 nominacions: La gran prova - 4 nominacions: Baby Doll, The Bad Seed, The Eddy Duchin Story i Van Gogh, la passió de viure - 3 nominacions: Alta societat, The Brave One, Guerra i pau, Somebody Up There Likes Me i Written on the Wind - 2 nominacions:' Anastàsia, The Bold and the Brave, The Dark Wave, Julia, La strada, The Proud and Profane, The Rainmaker, Shichinin no Samurai, The Solid Gold Cadillac i Teenage Rebel | Les següents pel·lícules van rebre més d'un premi: - 5 premis: The King and I i La volta al món en 80 dies - 2 premis: Somebody Up There Likes Me |